# Kempeitai

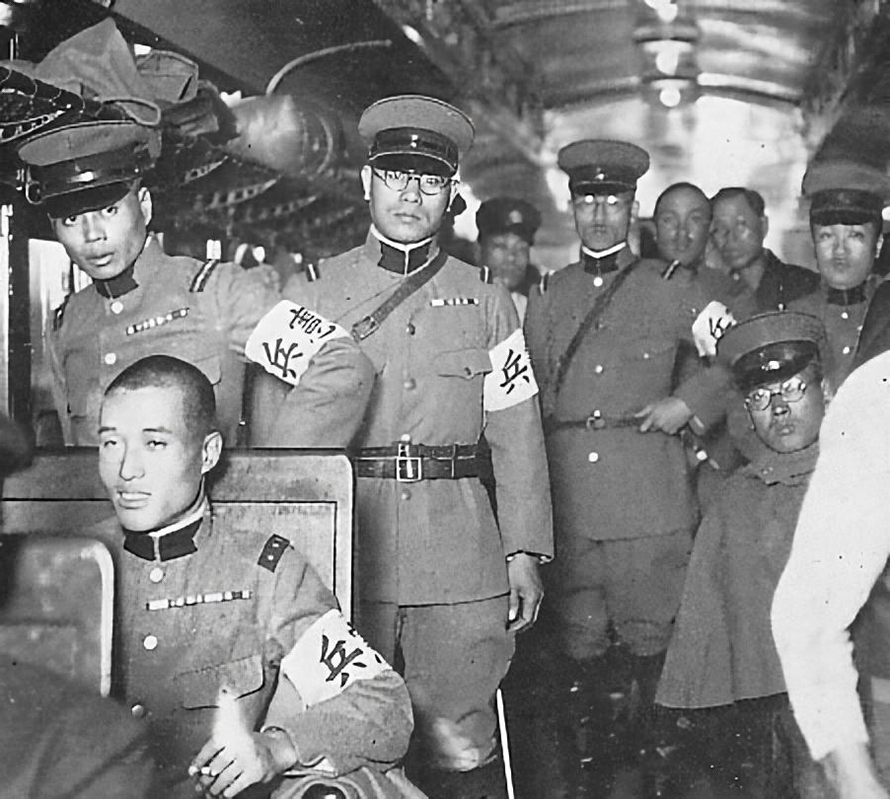
Příslušníci Kempeitai v roce 1935

Kempeitai (někdy Kenpeitai, japonsky 憲兵隊) byla japonská tajná vojenská policie existující v letech 1881–1945. Zejména v období druhé světové války se jednalo o významný represivní orgán tehdejšího Japonského císařství, podílející se na rozsáhlých represích a masakrech. Organizace proslula užíváním mimořádně brutálních metod práce včetně poprav a nejrůznějších způsobů mučení, které uplatňovala vůči domácímu obyvatelstvu i válečným zajatcům – kvůli těmto praktikám se jí někdy přezdívá „japonské Gestapo“.

## Historie a činnost

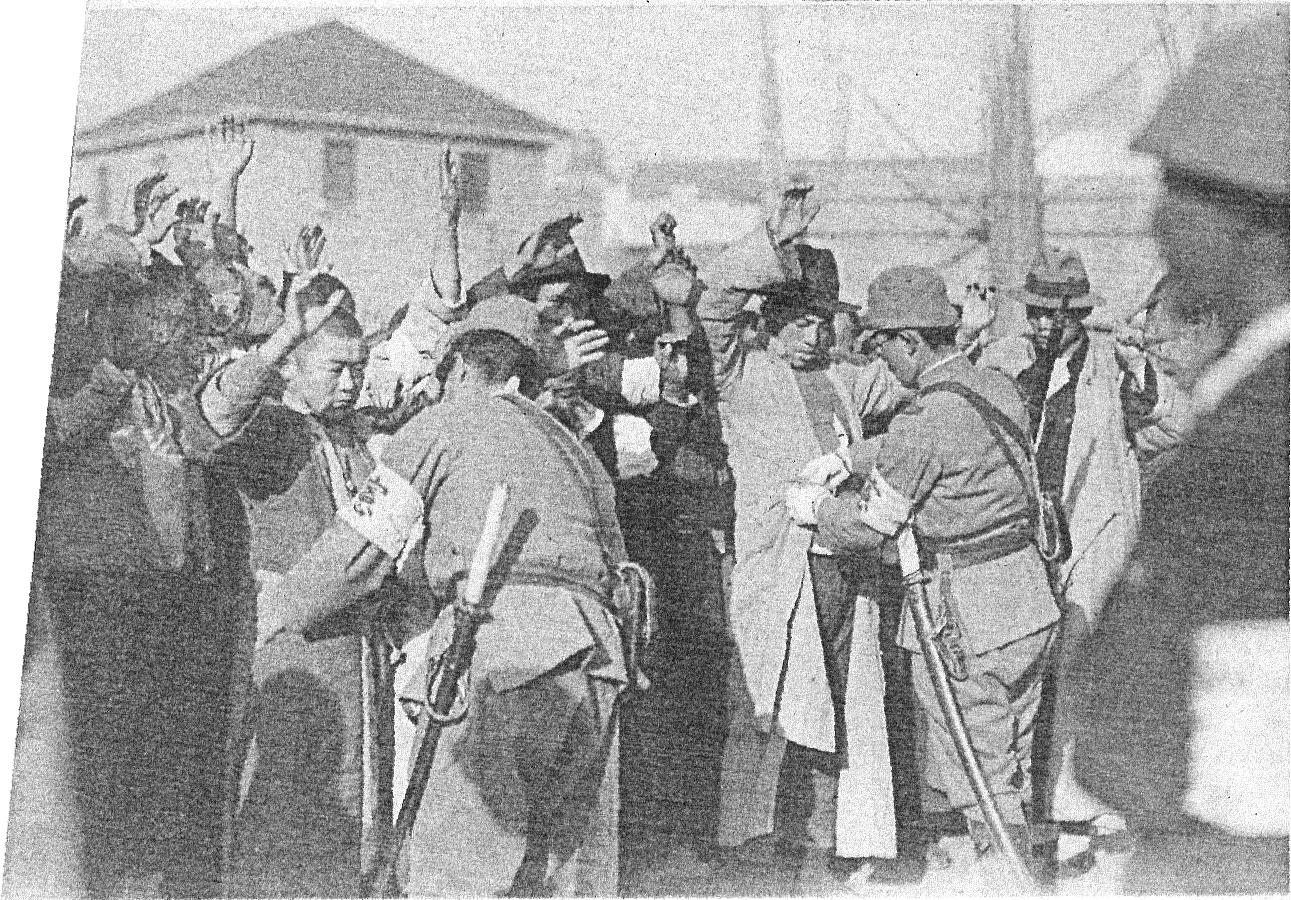
Příslušníci Kempeitai kontrolují čínské vojáky (1938)

Organizace byla založena v roce 1881 po vzoru francouzského četnictva jakožto součást rychle se modernizující Japonské císařské armády, nicméně až do období po první světové válce nebyla její činnost nikterak významná. Přeměna Kempeitai ve stěžejní prostředek policejního státu je spojena s působením generála Hideki Tódža, jenž stál v jejím čele v letech 1935 až 1937.
Organizace se postupně transformovala do podoby tajné vojenské policie s mimořádně rozsáhlými pravomocemi. Kromě jiného prováděla kontrašpionáž, pod její jurisdikci patřili také váleční zajatci a správa japonských zajateckých táborů, dále měla policejní pravomoc nad okupovanými územími a úplnou pravomoc nad loutkovým státem Mandžukuo. Příslušník Kempeitai (tzv. „kempei“) byl oprávněn zatknout příslušníka armády s hodností až o tři stupně vyšší, než měl on sám. Jelikož v tehdejším japonském právním systému neexistoval princip presumpce neviny ani institut habeas corpus, organizace mohla zatýkat libovolné osoby a věznit je prakticky neomezeně dlouho. Některé zatčené rovněž soudila ve vlastních soudních procesech, jež se vymykaly jakékoli právní úpravě; souzené osoby se nesměly hájit, a někdy dokonce ani nebyly plně seznámeny se svým obviněním.

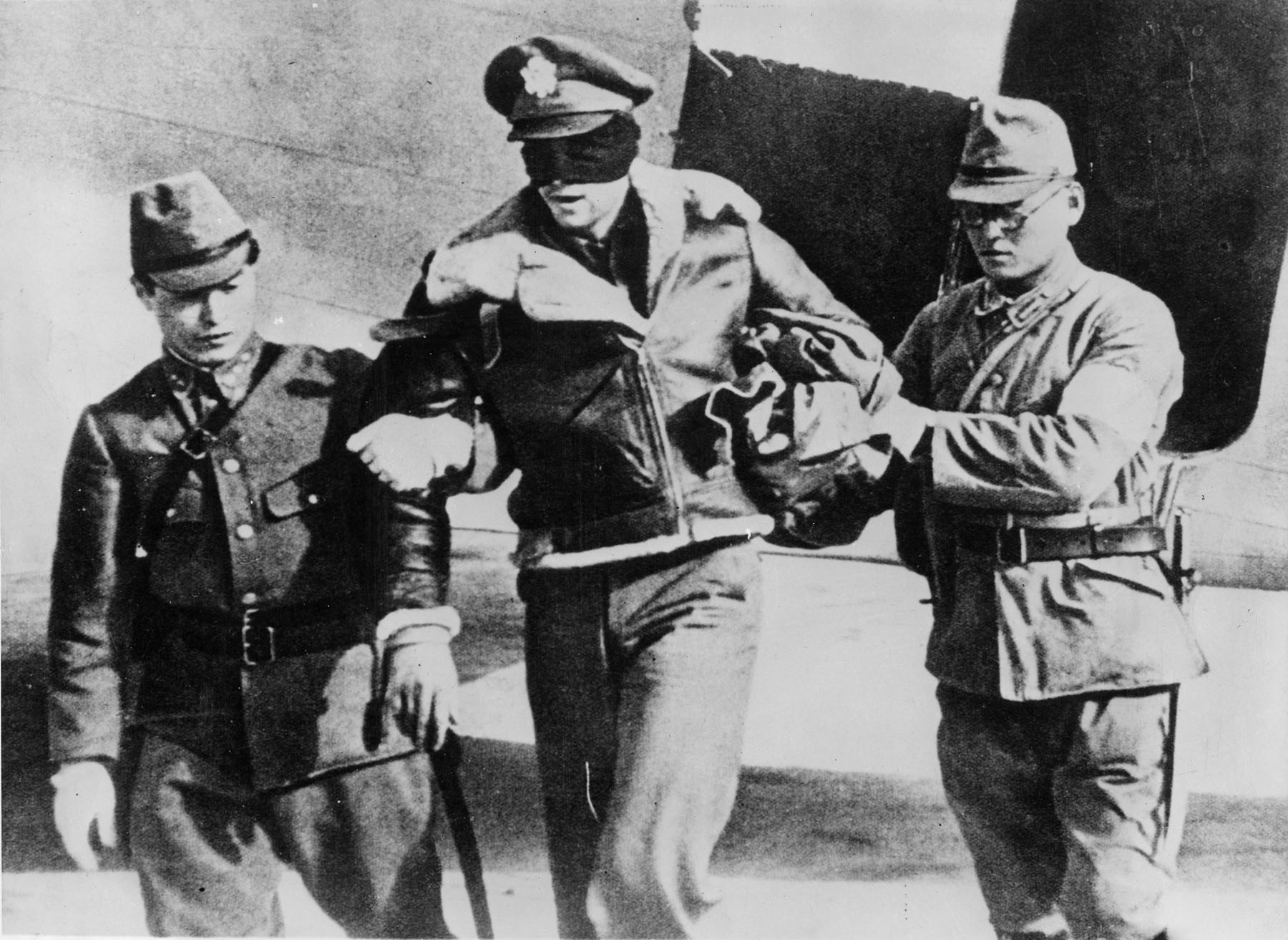
Příslušníci Kempeitai vedou zajatého účastníka Doolittlova náletu (1942)

Tajná policie Kempeitai užívala mimořádně krutých metod mučení (včetně poprav, brutálního bití a nejrůznějšího tělesného poškozování), díky čemuž vešla ve známost jako „japonské Gestapo“. Těmto praktikám bylo kromě domácího obyvatelstva vystaveno zejména velké množství zajatých spojeneckých vojáků během války v Tichomoří; to souviselo zejména se starým japonským morálním kodexem bušidó, podle nějž měl voják raději zemřít, než aby se vzdal nepříteli – tito vojáci tedy podle japonského vidění ztratili veškerou čest a pak se s nimi zacházelo s odpovídající krutostí. Čínská část organizace byla rovněž zodpovědná za dodání mnoha osob pro nelidské experimenty na žijících lidech, související s vývojem biologických zbraní, které prováděla jiná složka japonské armády, tzv. Jednotka 731; pro tyto pokusy byly využívání i spojenečtí váleční zajatci.
Po kapitulaci Japonska v roce 1945 byla většina záznamů organizace zničena (některé i se souhlasem velitele pacifických spojeneckých vojsk Douglase MacArthura), následkem čehož zmizely i důkazy o válečných zločinech Kempeitai. Většina členů organizace nebyla za své válečné zločiny nikdy potrestána.